# Neochromis
Neochromis é um género de peixe da família Cichlidae.
Este género contém as seguintes espécies:
- Neochromis gigas
- Neochromis greenwoodi
- Neochromis nigricans
- Neochromis omnicaeruleus
- Neochromis rufocaudalis
- Neochromis simotes